# Vexillum pulchellum
Vexillum pulchellum är en snäckart som först beskrevs av Reeve 1844.  Vexillum pulchellum ingår i släktet Vexillum och familjen Costellariidae. Inga underarter finns listade i Catalogue of Life.